# ホープ・オブ・ゴッド
ホープ・オブ・ゴッド（英語：Hope Of God）は、タイのバンコクに本部を持つ、キリスト教プロテスタントの一派。
1981年にバンコクで創立された。最初の集会は病院の一室で17名からはじまったが、その後タイ全国に広まった。